# Сава Вуйчев
Сава Вуйчев (болг. Сава Колев Вуйчев; 22 липня 1872, Габрово — 1962, Софія
) — болгарський військовий діяч, генерал-майор, учасник Балканської війни (1912–1913).

## Біографія
Народився 22 липня 1872 року в місті Габрово. У 1889 закінчив середню школу і продовжив навчання в Військовій академії Його Княжої Величності. 2 серпня 1893 отримав звання лейтенанта і призначений молодшим офіцером в ескадрон лейб-гвардії. У 1897 отримав звання старшого лейтенанта, а в 1903 — капітана.
У період 1911–1912 служив військовим аташе в Белграді, Сербії, 15 жовтня 1912 отримав звання підполковника.

## Балканські війни (1912—1913)
Під час Балканської війни (1912—1913) був командиром батальйону 1-го кавалерійського полку і начальником штабу 4-ї піхотної переславської дивізії. Під час Другої Балканської війни (1913) був начальником штабу 6-ї піхотної дивізії (1914-1915), потім прийняв командування 35-м врачанським піхотним полком (1915).

## Перша світова війна (1915—1918)
Під час Першої світової війни (1915–1918) був начальником штабу кавалерійської дивізії (11 вересня-14 листопада 1915). 14 серпня 1916 отримав чин полковника.
Після закінчення війни в січні 1919 був призначений начальником другої кінної дивізії, 14 липня був підвищений до генерал-майора. З 1 серпня 1919 в запасі.
Помер в 1962 в Софії.

## Військові звання
- Лейтенант (2 серпня 1893)
- Капітан (1903)
- Майор (15 жовтня 1908)
- Підполковник (31 грудня 1906)
- Полковник (14 серпня 1916)
- Генерал-майор (14 липня 1919)

## Нагороди
- Орден «За хоробрість» IV ступеня 2 класу
- Орден «За хоробрість» III ступеня 2 класу
- Орден «Святий Олександр» V класу без мечів
- Орден «Святий Олександр» IV клас з мечами посередині
- Національна медаль «За бойові заслуги»